# Quận Morton, North Dakota
Quận Morton là một quận thuộc tiểu bang Bắc Dakota, Hoa Kỳ. Quận lỵ đóng ở Mandan6. Quận được đặt tên theo Oliver Hazard Perry Throck Morton. Dân số theo điều tra năm 2010 của Cục điều tra dân số Hoa Kỳ là 27471 người.

## Địa lý
Theo Cục điều tra dân số Hoa Kỳ, quận này có diện tích 5038 km2, trong đó có 49 km2 là diện tích mặt nước.